# Distretto di Wuqing
Il distretto di Wuqing (cinese semplificato: 武清区; cinese tradizionale: 武清區; mandarino pinyin: Wǔqīng Qū) è un distretto di Tientsin. Ha una superficie di 1.570 km² e una popolazione di 840.000 abitanti al 2004.